# Jaromír Ostrý
Jaromír Ostrý (* 14. května 1954 Nové Město na Moravě) je český novinář a bývalý ředitel stanic Českého rozhlasu Brno a Českého rozhlasu Zlín.

## Život
Vystudoval dramatický obor na Státní konzervatoři Brno a poté rozhlasovou žurnalistiku na Filozofické fakultě Univerzity Jana Amose Komenského v Bratislavě.
V Českém rozhlasu pracuje od roku 1973. Působil jako šéfredaktor Českého rozhlasu Brno, poté byl v letech 2010-2013 programový ředitel Českého rozhlasu a šéfredaktor Českého rozhlasu 2 - Praha. V roce 2013 se vrátil do Brna jako ředitel Českého rozhlasu Brno a v této funkci zůstal do září 2018.
Získal cenu programového ředitele ČRo za významné zvýšení poslechovosti regionálního vysílání ČRo Brno s přihlédnutím k tvůrčímu podílu na úspěšných cyklech Toulky českou minulostí (režie, výběr hudby), Trefa (autor a moderátor), Otázky a odpovědi (autor a moderátor), Stříbrný vítr (autor a moderátor) a Kontakt (autor a moderátor).

## Politická angažovanost
Ve volbách do Senátu PČR v roce 2018 kandidoval jako nestraník za hnutí ANO 2011 v obvodu č. 59 – Brno-město. Podle odborníků byla kandidatura Jaromíra Ostrého, který v té době končil na postu ředitele brněnského rozhlasu, střetem zájmů. Se ziskem 18,70 % hlasů skončil v prvním kole voleb na 2. místě a ve druhém kole se utkal se společným kandidátem hnutí STAN, ODS, TOP 09 a Zelených Mikulášem Bekem. V něm prohrál poměrem hlasů 27,59 % : 72,40 %.